# Yves Reynier
Pour les articles homonymes, voir Reynier.
Ne doit pas être confondu avec Yves Régnier ou Yves Rénier.
Yves Reynier, né le 30 mars 1946 à Saint-Yrieix-la-Perche (Haute-Vienne), est un plasticien contemporain français qui, à la façon de collages, réalise des « objets ».

## Biographie
Après avoir quitté le lycée de Limoges pour exercer des petits métiers, Yves Reynier, sous l'influence de ses lectures, notamment de Blaise Cendrars, part en Israël pour un kibboutz qu'il quitte rapidement pour le rivage de la Mer Rouge, en souvenir de Rimbaud, et se retrouve à Istanbul. Il découvre à cette époque les auteurs de la Beat Generation, Kerouac, Burroughs, Ginsberg. De retour à Limoges, les amis qu'il fréquente l'ouvrent à la photographie et au cinéma contemporains ainsi qu'à la lecture du dadaïste berlinois Raoul Haussmann, qui habite non loin de chez lui. Il écrit alors de la poésie.
Installé à Paris où il rencontre Arthur Adamov qui lui parle d’Antonin Artaud et de Roger Gilbert-Lecomte, Yves Reynier commence à peindre en 1968. Il visite alors galeries et musées, découvre Poliakoff, Bram Van Velde et Hartung, Fontana et Klein, un peu plus tard Supports/Surfaces et Warhol. « Mes premières peintures étaient marquées par l’expressionnisme abstrait et la recherche d’un langage sur l’inconscient », dit-il. En 1971 il expose pendant une semaine avec quelques amis artistes dans le métro, sur neuf panneaux de la station Denfert-Rochereau, « des affiches constituées en quatre bandes de points très serrés ». Il quitte ensuite Paris pour l’Allemagne en espérant voir Beuys dont le travail à partir du chamanisme l’avait troublé puis aboutit à Nîmes où sa peinture se développe « dans le sillage de Kandinsky, de Klee, de Miró, de Wols ». « Très conscient de mon décalage, je m’appuyais malgré tout sur eux pour trouver ma voie et marquer un écart avec l’actualité de ces années 1970. En m’adossant à leur travail, je me suis mis à peindre dans la solitude ». À la suite de la présentation de ces peintures au Grand Palais en 1973, il est retenu par Balthus, « faisant fi du jury », comme pensionnaire de la Villa Médicis pour deux ans. Cette décision de Balthus change sa vie.
A Rome Yves Reynier rencontre Christian Gabriel/le Guez Ricord, Alain Suby, François Rouan, Gérard Grisey, W. Skoda et découvre l’art romain et italien. « Le plus important pour mon travail a été la découverte des jardins maniéristes, des grotesques, des mosaïques, des fresques romaines; ces fresques dont il ne reste que quelques fragments de figures dans un ensemble qui s’est effacé et qu’il faut (mais le faut-il ?) reconstituer par l’imagination. Cette double détermination - avec d’un côté le surgissement d’une figure au milieu d’un espace qui lui est devenu étranger, et de l’autre un fragment comme seul témoignage d’une totalité – m’a profondément interrogé. Grâce à l’amitié d’un architecte pensionnaire de la Villa Médicis, j’ai aussi pu étudier le travail de Francesco Borromini, son appréhension des espaces complexes avec leurs courbes, leurs ellipses, leurs effets de « déformation ». Je peux encore ajouter que la Maison dorée de Néron et sa salle octogonale ou le théâtre maritime de la Villa Hadriana m’ont beaucoup influencé et fait rêver. », se souvient-il.
Au retour de Rome, fin 1975, Yves Reynier s’installe dans un atelier de la Cité des arts puis décide donc de revenir à Nîmes. Il y enseignera à l'école  des Beaux-Arts. « Cette ville, comme presque toutes les villes de province était à l’époque un désert culturel. Ma décision était une sorte de suicide artistique car dans mon idée tout se passait à Paris. Mais finalement, comme d’habitude, je me trompais ». Il s'y lie avec Claude Viallat. Il commence alors à découper ses toiles pour la fabrication de collages, intégrant par la suite, à partir de 1979, différents objets. Ces œuvres sont exposées en 1978 au Musée d'art moderne de Saint-Étienne, à l’Université du Mirail de Toulouse, au CAPC de Bordeaux en 1979, en 1980 de nouveau au Musée de Saint-Étienne et à la biennale de Venise (église San-Lorenzo). Yves Reynier se trouve alors dans plusieurs expositions associé aux artistes issus de la mouvance de Supports/Surfaces.
En 1986, Yves Reynier est invité à la biennale de Venise pour l’exposition Art et alchimie. Après la maladie et la mort de sa compagne il effectue des voyages en Italie, en Grèce, et aux États-Unis puis en Chine, réalisant des dessins et aquarelles dont se nourrit sa création.

## Le collage selon Yves Reynier
Quand Yves Reynier aborde le collage, cette forme, confie-t-il, « était moins une certitude que ce qui exprimait le mieux mes doutes ». Si, comme dans les fresques antiques, « il y a dans ces collages la trace ou l’effet d’un processus de destruction, (…) il est un point de départ et non le résultat d’une décision. Lentement s’affirme une manière de faire retour à la peinture par son envers, d’en retrouver les figures et l’unité. Je pense le processus de collage comme un geste pictural même si l’espace auquel il ouvre est incomplet, complexe, poly-centré ». Semblablement, dans ses expositions, la disposition dans l’espace de ses collages « ne visait pas à une déconstruction conceptuelle du mur et de la relation frontale qu’il instaure. Je voulais qu’entre ces collages, une ou plusieurs lignes invisibles (re)constituent comme un dessin, donc un tout ». 
Le collage, pour Reynier « permet de juxtaposer de multiples éléments signifiants : matériaux, symboles, mémoire, émotions et même ce qui naît de la surprise de l’objet achevé et que l’on n’avait pas prévu ». Dans son travail,  « des sensations et des souvenirs, des rencontres dans le présent le plus immédiat et des restes de choses anciennes voire inconscientes se mêlent ».  Ainsi les baguettes du mikado qui apparaissent dans de nombreuses œuvres sont des métaphores poétiques du Yi-king qui lui évoquent la peinture d’Uccello ou le cinéma de Kurosawa tandis que les cornes de taureau ou de cerf renvoient à des thèmes picturaux, présents notamment chez Picasso, Pollock et Masson, ou littéraires, « sans oublier tous les rites sexuels associés aux cornes (fécondité, abondance, puissance) ». Ses planches à découper peuvent ainsi se confondre en son esprit avec « une pierre tombale irlandaise, le tailloir d’argent des contes du Graal ou une forme en bois de H. Arp ».  Les nombreuses références aux médicaments « s’expliquent par la longue maladie » de sa compagne « et leur présence permanente » à côté de lui. Ses collages mêlent chez Yves Reynier aux souvenirs involontaires, « les sensations confuses qu’offrent la vie et  toutes sortes d’images véhiculées par notre société ».
Dans la « logique poétique » du collage qui réalise la condensation d' « un maximum de significations », «  les éléments strictement sensitifs, comme les couleurs ou la texture des matériaux » demeurent pour Yves Reynier essentiels. « Même si des questions sur l’image, sur le paganisme, sur les savoirs ésotériques peuvent parcourir mes œuvres, elles doivent se fondre dans cette approche d’une image d’avant les images. La poésie d’Ezra Pound avec ses rapprochements d’écritures multiples - conteurs africains, troubadours, poètes chinois - sa dimension de l’idéogramme qu’il a mise en avant est très proche de ce que je cherche. », « une fenêtre pour amener l’art vers une réalité autre que la sienne ». « Les significations de ces objets et images ont leur importance. Mais elles sont loin d’être toutes liées à des images sacrées ou magiques ». Elles « ne doivent pas occulter les autres aspects du travail : de nombreux collages procèdent de matériaux abstraits, de relations entre couleurs ou textures, d’une invention aussi qui est aventureuse et leur donne leur fragilité et par laquelle le fragment devient une approche de ce qui est de l’ordre des « métamorphoses ». 
« Je suis le plus souvent conduit par des « images » dont le sens m’échappe, comme si, dans l’atelier, les choses se faisaient de leur propre initiative », reconnaît Yves Reynier. « Comment cela se combine ? Comment cela fait sens ? », s'interroge-t-il -  « le plus souvent, je n’en sais rien. (...) Il y a, au départ, une première image qui est comme un « flash » ; c’est elle qui va déclencher un processus de récollection d’autres images ». Des objets de rebut qu'il recueille Yves Reynier fait « de petits poèmes visuels. (…) C’est la beauté qui souvent ne se connaît pas elle-même que je tente de remettre en circulation » . 

## Interprétations
« C'est un art de capture et de conjuration – plaisir des débris disparates assemblés comme un butin, agencés comme pour retenir des sensations et des ombres d'enfance », analyse en 1989 Régis Durand. Ses « trésors » sont « tarots, miroirs, boules, baguettes de mikado, plumes, cornes, tissus sacerdotaux », qui, dans ses collages, constituent comme des phrases dont la syntaxe varie, « lisse ou touffue, faite de superpositions fragiles ou de hérissements », leurs éléments s'enroulant ou se suspendant autour de leur point d'appui comme « trophées » ou « ex-voto », « icônes » ou « reliques ». L'espace sinueux, « fractal », des « fétiches provisoires » d'Yves Reynier est, pour Régis Durand, « espace de jeu, de cachettes et de captures ». Les « blocs de magie » qu'ils constituent, simultanément « pièges et proies », rassemblent « des débris de mythes et de légendes ».
Peut-on nommer « peintures », s'interroge en 1990 Daniel Biga, les œuvres ou les pièces d'Yves Reynier ? Il préfère qualifier de « choses » - « choses petites, pauvres et précieuses, amalgames de disparités et de contradictions » - ses « objets assemblés puis collés, réunion de débris de diverses récupérations comme d'histoires variées », « vestiges des traditions, des plus populaires comme des plus rares ». Devant ces « intimes murmureurs », certains diront : « Il n'y a rien là ! ». « Presque rien, vous dites vrai », assure Biga,: « le vrai regard se pose et voit le peu. L'œuvre est domestique ; elle est faite de ce que l'on a négligé, à peine perçu, non conscientisé. Elle s'est posée là, sur le mur, tel un insecte : un cousin, un frelon, une libellule...  ». Pour Biga, « ces reliques nous plongent au cœur du temps » : « fragments des archétypes de base, éléments des fondations de l'homme occidental et méditerranéen, morceaux du simple arrachés à la boue, au magma de nos déchets, ils appellent à l'éveil ». Yves Reynier serait ainsi « art-chéologue de la mémoire collective ».  L'inventaire réalisé est « le contenu type du trésor de l'enfant, donc du trésor de l'humanité éternelle ».
Beau « comme la rencontre fortuite sur une table de dissection d'une machine à coudre et d'un parapluie », écrivait Lautréamont. Les rencontres, non seulement externes mais intimes, dont sont constituées les œuvres d'Yves Reynier réalisent chaque fois, selon Michel-Georges Bernard en 1998,  une « fusion (…) en un énigmatique sur-objet, vrillant soudain de son timbre neuf l'espace des choses jusque-là familières ». Détachant tout juste des bribes du monde qu'il parcourt « comme s'il venait d'ailleurs », Yves Reynier, « dans l'acuité de regard d'une ethnologie métaphysique », serait « l'arpenteur, le découvreur (…) du plus proche quotidien, du stupéfiant exotisme, inaperçu, de l'ordinaire ». Il sauve ses objets trouvés au moment où ils touchaient, exténués, au seuil de leur effondrement, interrompt leur chute, leur dispersion. Ces objets dormeurs, diffusant « dans leur sillage les effluves emmêlées des jours, des gestes accumulées en eux », Yves Reynier « les exhume de l'ombre, les reconduit au beau milieu du monde (…), interroge le presque-plus-rien de leur présence pauvre, à mesure la ravive, renforce, renouvelle, jusqu'à ce qu'ils irradient au plus fixement l'on-ne-sait-quoi vertigineux de la présence même ». Sa démarche semble « ajourer l'invisible gravitation, tectonique, qui les porte les uns souterrainement vers les autres », « débusque le principe même » de la réalité : « formation des galaxies ou planètes, articulation mouvante des continents, itinéraire aléatoire des vivants, des gènes ou des langues, l'univers entier n'en finit pas à perte de vue de prendre figure de collage immense, de longue, incessante, innombrable rectification ».

## Jugement
« [Yves Reynier réalise] des collages de dimensions modestes, rythmés par le contrepoint subtil des couleurs, en demi-teintes, et des découpes, toutes en saillies. (…) Il élabore d’étranges poèmes visuels où, de la vue au toucher, il dit son goût pour le métissage des cultures et la sensualité des choses. Ainsi naissent des œuvres hybrides, mêlant de la peinture à des baguettes de mikado, des reproductions de Giulio Romano à de la fourrure, des tissus sacerdotaux à des oiseaux morts. Ce faisant, l’artiste passe de la planéïté des travaux du début aux trois dimensions de hauts-reliefs, jusqu’à l’emploi direct d’objets comme support, telles les planches à découper voire, plus récemment, les planches de skate. »
Guy Tosatto, Reliquaires du Rêve, dans Yves Reynier, Actes Sud / Carré d’Art, 1999, p. 10-11

## Expositions personnelles
- 1975 : Villa Médicis, Rome
- 1977 : Musée Fabre, Montpellier
- 1978 : galerie Danièle Crégut, Nîmes
- 1979 : Med a Mothi, Montpellier ; Centre d'arts plastiques contemporains de Bordeaux
- 1980 : galerie Baudoin Lebon, Paris
- 1981 : galerie Catherine Issert, Saint-Paul-de-Vence
- 1982 : galerie Baudoin Lebon, Paris
- 1984 : Bouillon-Reynier-Vieille, Centre Georges-Pompidou, Paris ; Tokyo gallery, Tokyo, Japon
- 1986 : galerie Baudoin Lebon, Paris ; galerie Zographia, Bordeaux ; Forum, Zurich, stand galerie Baudoin Lebon
- 1987 : Dessins, galerie Circé, Nîmes
- 1989 : galerie Athanor, Marseille ; Tolarno galleries, Melbourne, Australie ; galerie Baudoin Lebon, Paris ; galerie Christian Laune, Montpellier
- 1990 : école des beaux-arts et galerie des beaux-arts de Nantes, Nantes ; FlAC, Stand galerie Baudoin Lebon, Paris ; Carré d'art, Galerie des Arènes, Nîmes ; L'œil et demi, Musée d'art moderne de Céret
- 1991 : Centre culturel français, Jérusalem (avec Jean Fabro)
- 1992 : galerie Angle, Saint Paul-trois-Châteaux ; Voyage en kaléidoscope, Baillargues
- 1993 : galerie Hélène Trintignan, Montpellier ; galerie Athanor, Marseille (avec Wladimir Skoda)
- 1994 : Centre Municipal Jean Gagnant, Limoges
- 1995 : Espace Diogène, Pézenas (avec M. Fontanel) ; galerie Baudoin Lebon, Paris
- 1996 : L’air de l’eau, Carnets de voyages, galerie Angle Art Contemporain, Saint Paul-trois-Châteaux
- 1999 : Carré d’Art, Nîmes
- 2001 : galerie du tableau, Marseille
- 2002 : galerie Philippe Pannetier, Nîmes.
- 2003 : CIAM, galerie d’art contemporain, Université du Mirail, Toulouse
- 2004 : galerie du Tenyidor, Collioure
- 2005 : galerie Jacques Girard, Toulouse
- 2006 : chapelle du Carmel, Châlons-sur-Saône
- 2007 : galerie Hélène Trintignan, Montpellier
- 2008 : Luxun Academy of Fine Arts, Shenyang, Chine & Dalian, Chine
- 2009 : galerie Philippe Pannetier, Nîmes; From Point to Point Gallery, Nîmes
- 2011 : galerie Jacques Girard, Toulouse ; Le sens du voyage, galerie Licence III, Perpignan
- 2013 : À petit feu, Vitrine Régionale d'Art Contemporain, Millau
- 2014 : La variante d'ajustement, galerie MyArtGoesBoom, Nîmes
- 2015 : Un essaim d'abeilles dans un palais de justice, Ancien Palais de Justice, Florac
- 2016 : Feu Pâle, galerie Samira Cambie, Montpellier
- 2018 : galerie Adoue de Nabias, Nîmes
- 2019 : galerie Jean-Paul Barrès, Toulouse

## Collections publiques
- Centre d'arts plastiques contemporains de Bordeaux

Sans titre, 1978, peinture à l'huile, collage, toile, papier, matériaux collés
- Fonds régional d'art contemporain des Pays de Loire
- Fonds régional d'art contemporain Occitanie-Montpellier
- Fonds régional d'art contemporain du Limousin.
- Fonds régional d'art contemporain de Midi-Pyrénées
- Musée de Marseille
- Musée de Martigues
- Musée de Montpellier
- Musée des beaux-arts de Nîmes
- Carré d'art, Nîmes
- Centre national des arts plastiques, Paris
- Centre Georges-Pompidou, Paris :

Sans titre, 1979, papier journal et toile, acrylique
Sans titre, 1979, peinture acrylique
Sans titre,  1979, fragments de toile enduite collés et superposés, acrylique
Sans titre, 1979, fragments de toile enduite sur papier journal sur papier, acrylique
Sans titre, 1979, fragments de toile enduite sur papier, traces de couleur
Sans titre, 1979-1980, fragments de toile enduite, tissu sur papier journal, acrylique
Sans titre, 1980, acrylique
Corne bleue, 1978-1982, peint à l'acrylique
Corne, 1978-1982, peint à l'acrylique
Vaire, 1978-1982, toile, corne, plume, papier journal, acrylique
Séraphin, 1982, têtes de poupées Tissu, plâtre, plumes
Luz, 1982, os, tissu, plumes, plâtre, acrylique
Maori n° 2, 1982, tissu, plumes, plâtre, huile
Noces de sang, 1982,fragments de tissu et passementerie sur papier journal
Un autoportrait, 1982, fragments toile enduite, passementerie, papier journal, acrylique
- Musée des arts décoratifs de Paris :

Plat Diane, Manufacture nationale de Sèvres, 1990
- Musée départemental d'art contemporain, Rochechouart :

Kagemusha, 1980, technique mixte
Luz-Lys, 1981, tissu, broderie et plumes
Sans titre, 1981, technique mixte
Seigneurs des anneaux n° 4, 1982, bois et os.
- Musée d'art de Toulon
- Musée d'Art moderne et contemporain de Toulouse, Les Abattoirs :

Sans titre (Planche à découper n°37), 1983 (Dépôt du Centre Pompidou)
Sans titre (Planche à découper n°69), 1985 (Dépôt du Centre Pompidou)
Sans titre, 1987, brique, fil de fer (Dépôt du Centre Pompidou)
- Australian National Gallery, Canberra, Australie
- Musée des Beaux Arts, Montréal, Canada
- Beijer collection, Moderna Museet, Stockholm

## Éléments de bibliographie
: source utilisée pour la rédaction de cet article
- Yves Reynier, préface de Jean-Pierre Martinon, Musée Fabre, Montpellier, 1977
- Bouillon-Reynier-Vieille, Centre Georges Pompidou, Paris, 1984
- Yves Reynier, préface de Régis Durand, galerie Baudoin Lebon, Paris, 1989
- Yves Reynier, préface de Daniel Biga, École des beaux-arts et galerie des beaux-arts de Nantes, Nantes, 1990
- Yves Reynier, Opus incertum, Centre culturel Jean Gagnant, Limoges, 1994
- Yves Reynier, Carnet de voyage, L'air de l'eau, galerie Angle Art Contemporain, Saint Paul-trois-Châteaux, 1996
- Michel-Georges Bernard, Les objets rectifiés d’Yves Reynier, L'orycte, Paris, 1998
- Yves Reynier, textes de Guy Tosatto, Henry-Claude Cousseau et Daniel Dobbels, Actes Sud/carré d'art, 1999  (ISBN 978-2-7427-2559-5)
- Yves Reynier, La semaine sainte, incluant La dorveille, entretien de Pierre Manuel avec Yves Reynier, éditions méridianes, Montpellier, 2009,  (ISBN 978-2-917452-04-2)
- Christian Gabriel/le Guez Ricord, Cinq lettres à Yves Reynier (plus une sixième) suivi de Y. R. ou la vraisemblance de la loi, postface de Bernar Mialet, éditions Venus d'ailleurs, Nîmes, 2011
- Yves Reynier, Incinérateur des oracles célestes, port-folio, 10 collages et un carnet de voyage, La Fontaine aux larmes, éditions Venus d'ailleurs, collection Orteluque, Nîmes, 2013